# Campionatul Mondial de Handbal Masculin din 1964
A 5-a ediție a Campionatului Mondial de Handbal Masculin s-a desfășurat în perioada 6 martie-15 martie 1964 în Cehoslovacia. Echipa României a câștigat campionatul după ce a învins în finală echipa Suediei cu scorul de 25 - 22 și a devenit pentru a două oară campioană mondială.

## Clasament final
| Poz. | Echipă            |
| ---- | ----------------- |
| 1    | România           |
| 2    | Suedia            |
| 3    | Cehoslovacia      |
| 4    | Germania de Vest  |
| 5    | Uniunea Sovietică |
| 6    | Iugoslavia        |
| 7    | Danemarca         |
| 8    | Ungaria           |
| 9    | Islanda           |
| 10   | Germania de Est   |
| 11   | Norvegia          |
| 12   | Elveția           |
| 13   | Franța            |
| 14   | Egipt             |
| 15   | Statele Unite     |
| 16   | Japonia           |

## Legături externe
Materiale media legate de Campionatul Mondial de Handbal Masculin din 1964 la Wikimedia Commons
- en  Campionatul Mondial din 1964 la Federația Internațională de Handbal